# Hermann Bekaert
Pour les articles homonymes, voir Bekaert.
Hermann Bekaert, né le 28 janvier 1906 à Gand et mort le 16 août 1989 à Bruxelles, est un magistrat belge. Il est administrateur-adjoint de la Sûreté publique entre 1937 et 1940.

## Biographie

### Enfance et formation
Hermann Alphonse Bekaert, né le 28 janvier 1906 à Gand, est le fils de Aimé Bekaert (chimiste) et de Gabriella Vallez. Après ses études secondaires, il entreprend des études universitaires en droit à l’université libre de Bruxelles. En 1929, il est diplômé docteur en droit avec distinction. Il effectue ensuite deux ans de stage dans le cabinet d’Eugène Soudan.

### Carrière avant la Seconde Guerre mondiale
Entre 1931 et 1932, Hermann Bekaert est substitut du procureur du Roi de complément au tribunal de première instance d’Anvers. Il occupe ensuite pleinement ce poste jusqu’en 1935. En 1934, il devient également assistant à la faculté de droit de l’université libre de Bruxelles.   
En 1935, il est nommé directeur de la Sûreté publique par Eugène Soudan. Il devient ensuite entre 1937 et 1940, administrateur-adjoint au côté de Robert de Foy. Pendant sa carrière à la Sûreté publique, il fait également partie du cabinet de différents ministres de la Justice : Eugène Soudan en 1936, Victor de Laveleye en 1937 et Paul-Émile Janson en 1939. Il va avoir une grande influence sur ceux-ci. En tant que chef du cabinet d’Eugène Soudan, il va notamment promulguer des lois importantes sur le statut des étrangers.

### Seconde Guerre mondiale
En 1940, il est nommé substitut du procureur à la Cour d’appel de Bruxelles. À partir de 1941, il devient également professeur de droit à l’université libre de Bruxelles. Il occupe ce poste jusqu’en 1976.
En plus de sa résistance judiciaire, il distribue des fonds aux juifs clandestins pendant la guerre. Il a ainsi reçu la Médaille de la Liberté pour sa résistance à l’ennemi et a été fait Grand Officier de l'Ordre d'Orange-Nassau.

### Carrière après la Seconde Guerre mondiale
De 1945 à 1962, il occupe le poste de procureur général à la Cour d’appel de Gand. En 1962, il quitte définitivement la magistrature pour rédiger un nouveau code de procédure pénale. Il devient directeur du Centre national de criminologie en 1963.

### Intérêts et vie privée
Hermann Bekaert se marie avec Irène Vermeulen le 4 juillet 1931. Il s'intéresse à la musique et à l’histoire. Il est également diplômé en histoire de l’art avec grande distinction.

## Publications
- Hermann Bekaert, L’Expulsion des étrangers et le délit de rupture de ban. Application de la loi du 12 février 1897 et des arrêtés royaux du 15 décembre 1930 et 14 août 1933, Louvain, 1934.
- Hermann Bekaert, Les Principes de la récidive dans le droit pénal classique, Louvain, 1939.
- Hermann Bekaert, Le Statut des étrangers en Belgique, Bruxelles, 1940.
- Hermann Bekaert, Le Code du conseil de guerre, Bruxelles, 1945.
- Hermann Bekaert, La Réhabilitation en matière pénale, Bruxelles, 1949.
- Hermann Bekaert, Théorie générale de l’excuse en droit pénal, Bruxelles, 1957.
- Hermann Bekaert, La Manifestation de la vérité dans le procès pénal, Bruxelles, 1972.
- Hermann Bekaert, Introduction à l’étude du droit, Bruxelles, 1973.